# Talk Dirty
«Talk Dirty» — песня американского исполнителя Джейсона Деруло, вышедшая как второй сингл с его третьего студийного альбома Tattoos (2013) в Европе и Океании. В США альбом вышел под названием «Talk Dirty» и имел альтернативный трек лист европейскому изданию. Песня была издана в США 7 января 2014, как третий сингл с альбома. В отличие от европейского издания, песня «Talk Dirty» была записана в дуэте с 2 Chainz. Над песней работали Джейсон Деруло, 2 Chainz, Эрик Фредерик, Джейсон Евиган, Шон Дугла, Ори Каплан, Тамир Мускат, Томми Юсеф и Ricky Reed, который также стал продюсером песни.
Клип, снятый режиссёром Колином Тилли, включает в себе различные стили танцев из разных культур. Был выпущен на канале Джейсона Деруло в YouTube 7 августа 2013. После выхода клипа, «Talk Dirty» дебютировал на первом месте в австралийском чарте синглов ARIA Charts и достиг второй позиции в чарте синглов в Новой Зеландии. Также песня попала во многие топовые чарты Европы.

## История релиза
Первоначально продюсер Ricky Reed хотел отдать песню Мисси Эллиотт. «Talk Dirty» содержит сэмпл из «Hermetico», песни израильской группы Balkan Beat Box из альбома Nu Med (2007). Во время интервью для Digital Spy Джейсон заявил, что, перспектива записи первой его совместной работы с другим исполнителем, его взволновала. Песня была выпущена в цифровом формате в Новой Зеландии 2 августа 2013, через неделю в Австралии, а 15 сентября 2013 была выпущена в Великобритании. На обложке сингла была запечатлена рука девушки Джейсона — Джордин Спаркс. 17 декабря Дерула выпустил акустическую версию «Talk Dirty». После успеха песни, Джейсон записал испанскую версию сингла, также с вокалом 2 Chainz, выпустив 11 марта 2014. А 25 марта на своем аккаунте в SoundCloud Деруло представил официальный ремикс на «Talk Dirty».

## Живые выступления
Джейсон Деруло впервые исполнил «Talk Dirty» и акустическую версию The Other Side в мюзик-холле House of Blues в Орландо на «Presents Hook Up #4», серии концертов организованных американской радиостанции 102 JAMZ. Он также исполнил песню для iHeart Radio на серии концертов «Лето с Coca-Cola» в июле 2013 и на концерте Jingle Bell Ball радиостанции Capital FM 8 декабря 2013. В Австралии Джейсон выступил на утреннем шоу Sunrise 27 декабря 2013.
Впервые на телевидение в США Джейсон исполнил песню на Jimmy Kimmel Live! 23 января 2014. Также Деруло выступил с «Talk Dirty» на шоу The Arsenio Hall Show 6 февраля 2014 и открыл 18 сезон Dancing with the Stars (U.S. TV series) песней «Talk Dirty», который показали на День святого Патрика в 2014 году. Джейсон исполнил песню во время презентации своего альбома на радиостанции iHeartRadio в апреле 2014 , а 4 июля на летней серии концертов шоу Good Morning America. На премии Teen Choice Awards выступил с песней 10 августа 2014. Variety назвала выступление Джейсона Деруло лучшим выступлением на этой премии.

## Музыкальное видео
Режиссёром видеоклипа на песню «Talk Dirty» стал Колин Тилли, который ранее снимал для Джейсона клипы на It Girl, Breathing, Fight for You и The Other Side. Съемки проходили 14 июля, а 7 августа на канале Джейсона Деруло в YouTube прошла премьера клипа. Тилли утверждал, что хотел создать в клипе « международную энергетику», использую различные стили танца из разных культур.

## Коммерческий успех
«Talk Dirty» сначала появилась в чарте синглов Новой Зеландии (12 августа 2013) на 27 месте, но уже на пятой неделе в чарте достигла 2-й позиции, что стало лучшим показателем для песни в этой стране. В Австралии песня дебютировала с первой позиции национального чарта синглов ARIA Charts, став вторым синглом № 1 в карьере Джейсона после In My Head в 2010. В Европе «Talk Dirty» также имела большой успех, попав в топовую десятку немецкого чарта синглов, достигнув 7 позиции в голландском чарте синглов и заняв первое место в Бельгии в чарте Ultratop. На территории Великобритании за первые три дня релиза сингла было продано более 100 000 копий, а к концу недели эта цифра выросла до 160 000 копий сингла, что позволило занять первую позицию в UK Singles Chart. «Talk Dirty» стала третьим синглом № 1 в Великобритании в карьере Джейсона Деруло после «In My Head» и Don't Wanna Go Home. На вершине чарте песня продержалась две недели. В США песня достигла третьего место в Billboard Hot 100. К октябрю 2014 тираж сингла превысил 4 млн копий на территории США.

## Награды и номинации
| Год  | Номинированная работа | Премия                 | Награда                          | Результат |
| ---- | --------------------- | ---------------------- | -------------------------------- | --------- |
| 2014 | Talk Dirty            | Teen Choice Award      | Choice Music Single: Male Artist | Номинация |
| 2014 | Talk Dirty            | MTV Video Music Awards | Best Pop Video                   | Номинация |
| 2014 | Talk Dirty            | MTV Video Music Awards | Best Choreography                | Номинация |

## Чарты
| Чарт (2013–14)                        | Лучшая позиция |
| ------------------------------------- | -------------- |
| Австралия (ARIA)                      | 1              |
| Австрия (Ö3 Austria Top 40)           | 4              |
| Бельгия/Фландрия (Ultratop 50)        | 1              |
| Бельгия/Валлония (Ultratop 50)        | 3              |
| Brazil (Billboard Brasil Hot 100)     | 47             |
| Brazil Hot Pop Songs                  | 16             |
| Канада (Billboard Canadian Hot 100)   | 3              |
| Чехия (Rádio — Top 100)               | 14             |
| Чехия (Singles Digitál Top 100)       | 45             |
| Дания (Tracklisten)                   | 7              |
| Euro Digital Songs (Billboard)        | 1              |
| Финляндия (Suomen virallinen lista)   | 6              |
| Франция (SNEP)                        | 3              |
| Германия (GfK)                        | 1              |
| Greece Digital Songs (Billboard)      | 2              |
| Венгрия (Dance Top 40)                | 7              |
| Венгрия (Rádiós Top 40)               | 8              |
| Венгрия (Single Top 40)               | 13             |
| Ирландия (IRMA)                       | 2              |
| Италия (FIMI)                         | 12             |
| Israel (Media Forest)                 | 1              |
| Нидерланды (Dutch Top 40)             | 5              |
| Нидерланды (Single Top 100)           | 5              |
| Новая Зеландия (Recorded Music NZ)    | 2              |
| Норвегия (VG-lista)                   | 7              |
| Польша (Polish Airplay Top 100)       | 11             |
| Польша (Dance Top 50)                 | 21             |
| Шотландия (OCC Scotland)              | 1              |
| Словакия (Rádio — Top 100)            | 26             |
| Испания (PROMUSICAE)                  | 13             |
| Швеция (Sverigetopplistan)            | 5              |
| Швейцария (Schweizer Hitparade)       | 4              |
| Великобритания (OCC UK Singles)       | 1              |
| Великобритания (OCC UK Hip Hop/R&B)   | 1              |
| США (Billboard Hot 100)               | 3              |
| США (Billboard Hot R&B/Hip-Hop Songs) | 2              |
| США (Billboard Adult Pop Airplay)     | 22             |
| США (Billboard Dance Club Songs)      | 17             |
| США (Billboard Pop Airplay)           | 1              |
| США (Billboard Rhythmic)              | 1              |

| Чарт (2013)                          | Позиция |
| ------------------------------------ | ------- |
| Australia (ARIA)                     | 13      |
| Germany (GfK Entertainment)          | 33      |
| New Zealand (Recorded Music NZ)      | 23      |
| UK Singles (Official Charts Company) | 25      |

| Чарт (2014)                         | Позиция |
| ----------------------------------- | ------- |
| Канада (Billboard Canadian Hot 100) | 19      |
| Italy (FIMI)                        | 58      |
| США (Billboard Hot 100)             | 6       |
| США (Billboard Pop Airplay)         | 5       |

## Сертификации
| Регион | Сертификация  | Продажи   |
| --- | ------------- | --------- |
| Австралия (ARIA) | 7× Платиновый | 490 000   |
| Австрия (IFPI Austria) | Золотой       | 15 000*   |
| Бельгия (BEA) | Золотой       | 15 000*   |
| Канада (Music Canada) | 5× Платиновый | 400 000   |
| Германия (BVMI) | Платиновый    | 300 000^  |
| Италия (FIMI) | 2× Платиновый | 60 000    |
| Мексика (AMPROFON) | Золотой       | 30 000*   |
| Новая Зеландия (RMNZ) | 3× Платиновый | 90 000    |
| Норвегия (IFPI Norway) | 6× Платиновый | 60 000*   |
| Испания (PROMUSICAE) | Платиновый    | 60 000    |
| Швеция (GLF) | 2× Платиновый | 80 000    |
| Швейцария (IFPI Switzerland) | Платиновый    | 30 000^   |
| Великобритания (BPI) | 2× Платиновый | 1 200 000 |
| США (RIAA) | 4× Платиновый | 4 000 000 |
| Стриминг |               |           |
| Дания (IFPI Danmark) | 3× Платиновый | 5 400 000 |
| Испания (PROMUSICAE) | Платиновый    | 8 000 000 |
| * Данные о продажах приведены только на основе сертификации. · ^ Данные о тиражах приведены только на основе сертификации. · Данные о продажах + прослушиваниях приведены только на основе сертификации. · Данные только о прослушиваниях приведены на основе сертификации. |               |           |